# Muyuka
Muyuka é uma cidade dos Camarões localizada na província de Sudoeste.